# Autorità monetaria delle Isole Cayman
L'Autorità monetaria delle Isole Cayman è la banca centrale delle Isole Cayman.
La moneta ufficiale dello stato è il dollaro delle Cayman.